# Биг-бит
Биг-бит (енгл. Big beat) је израз који је средином '90-их измислила британска музичка штампа како би описала музику групе The Chemical Brothers, али су је дефинисали Фетбој слим и Продиџи. 
Биг бит тежи да звучи дисторзирано, са збијеним брејкбитовима умереног темпа (обично између 110 до 136 битова у минути), есид тоновима на синтисајзеру и тврдим џез луповима. Биг бит песме су често пропраћене панк вокалима моћног звука, дисторзираним бас деоницама са конвенционалном поп и техно структуром песме. Биг бит је такође окарактерисан снажним психоделичним утицајем потеклим од Битлса, Лед зепелин брејкбитова и музичког правца есид хаус.